# Chrannest
Die Familie Chrannest ist seit 1288 mit Heinrich Chrannest, einem einflussreichen Tuchhändler, in Wien nachweisbar und gehörte zu den engen Gefolgsleuten der neuen Landesfürsten, den Habsburgern. Die Brüder Heinrich und Wernhard zählten zu den Nutznießern der Vermögenskonfiskationen, die Friedrich der Schöne nach dem misslungenen Aufstand von 1309 anordnete.